# 五灯会元
《五灯会元》是中国佛教禅宗的一部史书。20卷。南宋淳祐十二年（1252年），杭州灵隐寺普济编集，一共20卷。
“五灯”系指五部记叙禅宗世系源流的灯录：
1. 北宋法眼宗道原的《景德传灯录》；
2. 北宋临济宗李遵勖的《天圣广灯录》；
3. 北宋云门宗惟白的《建中靖国续灯录》；
4. 南宋临济宗悟明的《联灯会要》；
5. 南宋云门宗正受的《嘉泰普灯录》。

《五灯会元》括摘“五灯”枢要，与“五灯”相比，篇幅减少一半以上。元明以来，好禅人士多藏其书，“五灯”单部遂少流通。

## 外在链接
- 《五灯会元》在线全文